# Україна: історія великого народу
«Україна: Історія великого народу» — проєкт, спрямований на популяризацію історії українського народу. Проєкт реалізовується за кількома напрямками. Друк книжок — «Історія України у картинах», «Україна: хронологія розвитку», «Україна — Європа: хронологія розвитку», «Україна: від Трипілля до сучасності», «Україна і світ», антологія української поезії. У музичному напрямку це постановка балету Національного академічного театру опери та балету України ім. Т. Шевченка на тему заснування міста Києва під назвою «Володар Борисфену».
Авторами книг є фахівці Інституту історії України НАН України та Інституту археології НАН України. Проєкт здобув специфічну славу завдяки плагіату та численним помилкам автоперекладу у томі «Україна — Європа: Хронологія розвитку. 1500—1800 рр.».

## Засновники проєкту
Проєкт започаткували у 2007 Інститут стратегічної політики та Благодійний Фонд «Схід—Захід разом».
Засновники проєкту:
- Толстоухов Анатолій Володимирович — доктор філософських наук, член-кореспондент АПН України, Президент Інституту стратегічної політики;
- Зубанов Володимир Олександрович — Президент Благодійного Фонду «Схід—Захід разом».

## Мета
- популяризація вивчення історії народу України;
- формування національної самосвідомості українців;
- виховання любові до вітчизняної історії, її видатних людей;
- шанобливе ставлення до пам'яток історії, архітектури, культури;
- виховання поваги до історичного минулого свого народу;
- виховання патріотичних почуттів;
- розкриття всіх сторінок великої історії нашої держави — України.

## Напрямки реалізації
- видавництво літератури на історичну тематику;
- створення галереї картин, присвячених біографії легендарного засновника міста Києва — князю Кию;
- робота зі створення балету «Володар Борисфену»
- робота зі створення мюзиклу «Єлизавета Ярославівна — королева Норвегії»

## Серії книг

### «Україна: хронологія розвитку»
«Україна: хронологія розвитку» — серія з п'яти томів, показує історико-етнографічний розвиток України.
«Україна: хронологія розвитку. З давніх часів до пізньої античності» Том І
Повнокольорове видання, зображає історичний розвиток України від давніх часів до пізньої античності (до кінця V століття нашої ери). Завдяки археологічним дослідженням знайдені сліди минувших епох і подій давньої історії сучасної України від кам'яної доби (1 млн. — 5 тис. років тому) до розселення слов'ян у першій половині першого тисячоліття нашої ери.
Книга нагороджена дипломом І ступеня в номінації «Моя країна» Національного конкурсу «Найкраща книга України» ІІІ Київської Міжнародної книжкової виставки.
«Україна: хронологія розвитку. Давні слов'яни, Київська Русь» Том ІІ
Книга висвітлює історичний розвиток українських земель від часів раннього середньовіччя до монгольської навали середини XIII століття. Зображає історичні періоди:
- давні слов'яни,
- кочові держави у добу великого розселення;
- Крим у ранньому середньовіччі;
- устрій та розвиток Київської Русі;
- князі Київської землі періоду феодальної роздробленості.

Книга нагороджена дипломом І ступеня в номінації «Минувшина» ХІ книжкового конкурсу «Книжка року 2009»
«Україна: хронологія розвитку. Від Батиєвої навали до Люблінської унії» Том ІІІ
Книга представляє події історичного розвитку за розділами:
- татарська доба в історії України 1230 — 1330;
- переділ давньоруської територіальної спадщини 1340 — 1380;
- буремні десятиліття 1390 — 1430;
- Україна між Ягеллонами, Рюриковичами та Гінеями (40-ві р. р. XV ст. — початок XVI ст.);
- часи змін (1506 — 1569 р. р.)

Представлено різноманітні ілюстрації світських та духовних пам'ятників архітектури і скульптури, зображень військових подій.
Книга нагороджена дипломом І ступеня в номінації «Минувшина» Х книжкового конкурсу «Книжка року 2008»
«Україна: хронологія розвитку. На порозі Нового часу. Від Люблінської унії до кінця XVIII століття» Том IV
Представлено історичний розвиток України від часів укладення Люблінської унії 1569 р. і входження переважної частини українських земель до складу Речі Посполитої — до кінця XVIII ст. Книга описує боротьбу Речі Посполитої, московського царства та Османської імперії за українські землі. Показаний період становлення українського козацтва та його боротьби за незалежність.
«Україна: хронологія розвитку: Імперська доба. Від VIII століття до 1917 року», Том V

### «Україна-Європа: хронологія розвитку»
Ця серія видань показує спільні та відмінні риси в історичному розвитку України та європейських держав. У виданнях в хронологічній послідовності висвітлюється розвиток та становлення європейських держав і України зі стародавніх часів до сьогодення.
«Україна-Європа: хронологія розвитку з давніх часів по 1000 рік» Том І-ІІ
«Україна-Європа: хронологія розвитку. 1000—1500 рр.» Том ІІІ
Книга здобула диплом І ступеня в номінації «З глибини знань» Національного конкурсу «Найкраща книга України» IV Київської міжнародной книжкової виставки.
«Україна-Європа: хронологія розвитку. 1500—1800 рр.» Том IV

### «Україна і світ»
«Україна і світ. Стародавні цивілізації. З давніх часів до 500 року до н. е.» I том
В стародавні часи існування перших цивілізацій Месопотамії та Єгипту, Трипільська археологічна культура явила світові дивовижні досягнення культури і господарства.
Цікаво представлено незвіданий світ історії народів, які населяли територію України в стародавні часи
розкривається на фоні історії світової цивілізації.
Видання має престижну нагороду І місце на конкурсі «Книжковий дивосвіт України»
у номінації «Найкраще енциклопедично-довідкове видання» та було відзначено призом «Нестор-Літописець»
в рамках XII Київського міжнародного книжкового ярмарку «Книжковий світ — 2009»
«Україна і світ. Класична давнина. 500 років до н. е. — початок н. е.» II том
Видання розповідає про переплетіння історії та культури народів світу, про розквіт і згасання давніх цивілізацій, найвидатніші події і постаті, які впливали на хід історії (500 року до нашої ери — початок нашої ери).
Видання отримало найвищу нагороду І місце на конкурсі «Книжковий дивосвіт України» у номінації «Найкраще енциклопедично-довідкове видання» та було відзначено призом «Нестор-Літописець» в рамках XII Київського міжнародного книжкового ярмарку «Книжковий світ — 2009»
«Україна і світ. Класична давнина. Від початку н. е. до Великого переселення народів» III том
Нове унікальне видання періоду (від початку нашої ери до Великого переселення народу), в якому відображується незвіданий світ історії народів, які населяли територію України в стародавні часи, розкривається на фоні подій світової історії.
Видання отримало позитивні відгуки громадськості та здобуло широкий коло читачів.
«Україна і світ. Класична давнина. Від великого переселення народів до раннього середньовіччя.(350—850 рр)» IV том
Цей том присвячено періоду Великого переселення народів — переломній добі в історії людства. Хронологічно матеріал доведено до 850 р. Подається він у двох частинах, щоб докладно висвітлити процес формування нової середньовічної цивілізації, розглянути питання господарського, політичного, соціального та культурного розвитку суспільства.
Перша частина, яка представлена вашій увазі, починається з кризи й падіння Західної Римської імперії та утворення варварських королівств і завершується формуванням феодальних відносин у Візантії та Франкській державі. Розділ історії українських земель цілком присвячено великому розселенню слов'ян (VI—VIII ст.)
В другій частині перед читачем постане історія земель Таврії та Понтійських степів, Арабського халіфату, держав Японії, Індії, Китаю та Мезоамерики.

### «Україна: від Трипілля до сучасності»
«Україна: від Трипілля до Антів»
«Україна: від Антів до Русі»
Різні імена в давні часи носила наша земля, її ліси, ріки й рівнини: Кімерія, Скіфія, Сарматія, Замор'я, Леведія, Дорі, Архейм, Русь, Борисфен, Істр, Тірас, Гіппаніс…Усі ці, часом незрозумілі, а то і взагалі невідомі нині назви було дано у давні часи представниками народів, що жили у нашому Краї. Що стояло за цими назвами, як жили люди, котрі придумали та промовляли ці слова? Десятки тисяч років давньої історії землі, що її сьогодні називають Україною, були відкриті завдяки польовим археологічним дослідженням впродовж останніх ста п'ятдесяти років. Щороку чимало експедицій шукають і знаходять у цій землі сліди минулих епох і подій. Із таких знахідок і складається мозаїка давньої історії. У книгах цієї серії представлено її окремі сторінки, епізоди, які охоплюють період від трипільської археологічної культури (5400 — 2650 рр. до н. е.) до Русі (середина ІХ ст.).
«Україна: від Русі до Святої Русі»
Книга «Україна: від Русі до Святої Русі», яка охоплює період з середини ІХ до початку ХІ ст.. продовжує розповіді про сторінки минулого нашого Краю, початок яким поклали видання «Україна: від Трипілля до Антів» та «Від Антів до Русі».
Півтори сотні років знадобилося для того, аби Русь пройшла тернистий шлях до Святої Русі. Та історія давно оповита легендами, і у рядках літописів, билин та саг, археологічних знахідках сучасні історики намагаються віднайти відгомін реальних подій.
Розраховано на широке коло читачів, яке професійно вивчає українську історію — викладачам, учителям, студентам, учням.

#### «Україна: Люблінська унія та народження нової вітчизни»
Нова книга відомого українського історика професора Віктора Горобця представляє історію України на одному з найбільш драматичних і переламних етапів її розвитку — народженні нової європейської держави — Речі Посполитої — та входженні до її складу
українських земель. У центрі уваги історичної розповіді про важливі історичні події обов'язково перебуває Людина, Особистість, котрій притаманні як гідна подиву велич духу, так і варта розуміння й співчуття загальнолюдська слабкість і беззахисність. Книга доступно розповість про складні історичні події широкому читацькому загалу, а також стане в пригоді тим, хто професійно вивчає українську історію — викладачам, учителям, студентам, учням.
«Україна: від Козацької реформи Баторія до здобуття Сагайдачним Кафи.1578-1616»
У книзі представлено історію України від козацької реформи короля Стефана 1578 р.
до здобуття козаками гетьмана Петра Сагайдачного Кафи 1616 р., тобто в часи бурхливого
розвитку козацтва, перетворення його на потужну військову силу, а також — важливий
чинник суспільно-політичного життя Речі Посполитої і потугу, здатну істотно впливати
на розвиток міжнародних процесів.
«Україна: Козацькі війни. 1618 — 1638 рр»
У книзі представлено історію України в часи швидкого розростання козацької потуги, активного залучення козацтва до воєнного розв'язання важливих міжнародних конфліктів 1618 — 1638 років, а також боротьби за власні права і вольності в державі. У центрі уваги — розповіді про епохальну Хотинську битву 1621 року, походи козаків на Москву, Кримський півострів, Балтику та під Смоленськ, козацькі війни в середині Речі Посполітої 1620-1630-х років, а також змагання за легалізацію православної Церкви, культурно-освітній поступ України.
Велика кількість цікавих ілюстрацій органічно доповнює розповідь, унаочнює представлені в книзі історичні образи.

### «Повісті про славетні часи»
Ці повісті мають два виміри: документальний (відтворений на підставі праць давніх істориків, повідомлення літописів та, значною мірою, результатах археологічних досліджень) та художній (спроба відтворити події минулих часів, якими вони могли бути «у справжньому житті»)
«Повість про князя Кия»
Ця повість — про князя Кия, про часи, коли було засновано місто Київ. Сталося це так давно, що ті події встигли перетворитися на легенди. Близько півтори тисячі років тому, у часи князя Кия народилося чимало легенд. Адже тоді було перегорнуто чергову сторінку європейської історії, коли у полум'ї спустошливих та руйнівних війн, які охопили не лише Європу, відійшов у минуле античний світ. Серед найвідоміших легенд тих далеких часів — історії про короля Артура та славетних лицарів Круглого Столу, пісня про Нібелунгів, їх скарби та грізного короля гунів Етцеля. Однак відомо, що за усіма майже казковими персонажами можуть стояти цілком реальні люди — королі, вожді, воєначальники, що жили у давно минулі часи. Але саме від цих легенд ведуть відлік нових сторінок історії народи таких сучасних європейських держав, як Велика Британія, Бельгія, Італія, Нідерланди, Німеччина, Франція та інші. Так само легенда про князя Кия знаходиться біля історії Білорусі, Росії та України.
«Повести о героях края Слобожанского казаке Харько и кошевом атамане Иване Сирко.»
Книга містить повісті про двох визначних осіб — козака Харька, який, за однією з версій, є засновником Харкова, та кошового отамана низового Війська Запорізького, полковника Харківського полку Івана Сірка. Через образи цих двох легендарних мужів подається історія Харкова та Слобожанського краю.
Розрахована для всіх, хто цікавиться історією Харкова, Слобожанщини та українського козацтва.
Видана російською мовою.

### «Культурна спадщина»
«Україна: поезія тисячоліть»
Кілька тисячоліть історії України крізь призму поезії — така головна ідея антології. Поезія супроводжувала українську націю впродовж усього її існування; саме Поезія спонукала українців до боротьби, непокори утискам і гнобленню, до самопізнання, творення. Поезія сприяла націєтворенню і віддзеркалювала всі — як трагічні, так і героїчні — аспекти історії України.
Видання «Україна: поезія тисячоліть» отримало І місце на XI Київському міжнародному книжковому ярмарку «Книжковий світ — 2008» у номінації «Найкраще літературно-художнє видання».
Гран-прі конкурсу «Мистецтво книги» серед країн-учасниць СНД на ХХІІІ Московській міжнародній книжковій виставці-ярмарку.
Роксоланія: вигнання з раю (Том 1)
До першого тому ввійшли стародавні поетичні пам'ятки — рештки епосів протошумерів, аріїв і скіфів, фрагменти з давньогрецької і давньоримської поезії з України або про Україну прадавню, пісенна архаїка давніх слов'ян, уламки норманських і тюркських епосів, тематично прив'язаних до нашої правітчизни. Продовжують поетичну хронологію України духовна і героїчна поезія княжої доби, твори майстрів українського Ренесансу XVI—XVII ст., шедеври українського народного мелосу доби Гетьманщини і Просвітництва, твори іншомовних поетів, які писали про Україну або залишили непроминальний для української культури спадок.
Вітчизни дим: повернення до себе (Том 2)
Другий том антології присвячено Українському Поетичному Світові, його найяскравішим представникам. Від зародження української літератури (Іван Котляревський, Левко Боровиковський, Амвросій Метлинський) до поетів-шістдесятників (Іван Драч, Ліна Костенко, Павло Мовчан) та від поетів Російської імперії, які добре знали й любили Україну і неодноразово зверталися до неї у своїй творчості (Василь Жуковський, Олександр Пушкін, Федір Тютчев), до полум'яних представників вигнаної з рідних теренів української еліти (Євген Маланюк, Василь Барка, Віра Вовк) — ось той величезний обшир, спробу охопити який здійснено в цьому томі. Зміст прикрашають кілька цікавих «прем'єр» — уперше читачеві представлено сонети нашого співвітчизника Віктора де Гриценко, українського шляхтича, який вів богемне життя у Парижі і був одним з членів «нового Парнасу»; ліро-епічну драму малознаного у нас французького ексцентрика Поля Дерулєда «Гетьман», головного героя якої списано з Богдана Хмельницького; маловідому у нас поезію європейських поетів, присвячену Україні; англомовного українського поета-епіка Ендрю Сукнацькі, творчість якого ще зовсім не вивчено. Також до уваги читача — твори майстрів планетарного масштабу — Байрона, Гюго, Рільке, Франце Прешерна, Сандрара, пов'язані з українською тематикою. Не менш цікавими є й такі постаті, як талановитий поет-самітник Яків Щоголів, нащадок великого Гетьмана російський драматург Микола Хмельницький, поет і добрий знайомий Вінстона Черчілля Юрій Будяк, обдаровані молоді поети, що дуже рано пішли з життя, — Володимир Маккавейський і Леонід Кисельов, сумний шерег закатованих «зірок» Українського Відродження (Василь Чумак, Марко Вороний, Володимир Свідзинський та інші). Ряд представлених авторів обмежується шістдесятництвом — адже ті процеси, які відбувалися в українській поезії, починаючи з 1970-х рр. (і відбуваються досі), заслуговують на прискіпливе вивчення і висвітлення в окремій антології.

### «Історія України в картинах»
«Кий з батьком приймають гунських послів»
Князь Кий та його предки могли жити у ті часи, коли значна частина Європи підкорялася правителю гунів — Аттілі. Батьківщина майбутнього засновника Києва цілком могла бути йому підпорядкованою. Відомо, що у великому поході гунів на захід брали участь і давні слов'яни. Скликаючи у похід, Аттіла розсилав послів до правителів, які йому підкорялися. Подібне посольство могло відвідати град, у якому проживав батько Кия.
Саме цій події і присвячена картина художника А. О. Орльонова, яка відкриває нову серію в рамках проєкту «Україна: історія великого народу» — «Історія України в картинах».
«Князь Кий захищає фортецю Києвець на Дунаї. 487 рік»
Це друга робота художника Артура Орльонова, яка присвячена біографії легендарного князя Кия — засновника Києва.
На цьому великому полотні розміром 2,30 Х 1,35 м зображені події, які відбувались у житті князя Кия після звільнення рідної землі від гунів. Відомо з літопису, що по заснуванню Києва, князь вирушив в пошуках слави на південь. Після прийому у Імператора Римської імперії, він захопився ідеєю заснувати фортецю Києвець на місці зруйнованого ворогами Імперії ромеїв містечка на березі Дунаю. Але ця справа видалась досить важкою через постійні напади вороже налаштованих сусідів — гунів. Саме одній з таких битв і присвячена ця картина, яка створювалась художником у співдружності з відомими вченими Інституту археології НАН України (Відейко М. Ю., Абашина Н. С.). У брошурі (автор Михайло Відейко) можна знайти детальний опис подій, зображених на цьому полотні.

### «Історія міст і сіл України»
Для широкого залучення до патріотичного виховання в регіонах України створюються книги з історії міст, районів та областей. Унікальність цієї серії у тому, що історія міст (сел) представлена через біографії, долі людей, які зробили вагомий внесок в розвиток свого родного міста (села).

## Балет «Володар Борисфену»
Прем'єра балету «Володар Борисфену» відбулася 12 грудня 2010 року на сцені Національного театру опери і балету ім. Т. Г. Шевченка.

## Картинна галерея
Продовжується створення картинної галереї, присвяченої видатним сторінкам Української історії

## Плани розвитку проєкту
У 2011 триває робота над мюзиклом з робочою назвою «Сага про безумне кохання» про Єлизавету Ярославівну — королеву Норвегії. Юрій Рибчинський завершив текстову частину, над музичною працює Олександр Злотник. «Ми сподіваємося, що до 2012 року і кияни, і гості з інших регіонів та з-за кордону матимуть можливість його побачити», — зазначив А.Толстоухов.
У планах засновників — художні фільми і створення художньої галереї. Наразі розробляються два проєкти, що будуть цікаві світові: разом з росіянами (сюжет про князя Володимира) та американцями (про Александра Македонського під Ольвією). Розпочато співпрацю з найкращими художниками-баталістами. Перші картини стосуються періоду заснування міста Києва, до них видано буклет, у якому науковці пояснюють кожен фрагмент полотен. Далі будуть сюжети, присвячені великому розселенню слов'ян — також з коментарями науковців.

## Критика
Олена Русина, старший науковий співробітник Інституту історії України НАН України, у статті „«Проффессоры» на марші. Плагіат із Вікіпедії і дива перекладу з російської“, опублікованій 31 жовтня 2011 інтернет-виданням «Українська правда», звинувачує упорядників книжки «Україна — Європа: Хронологія розвитку. 1500—1800 рр.» (К.: Кріон, 2010), виданої у рамках проєкту «Україна: історія великого народу», у порушенні ліцензій, що застосовані у Вікіпедії, при передрукові матеріалів цієї інтернет-енциклопедії.

У цій же статті говориться про застосування авторами зазначеної книги «сирих» автоперекладів з російської і англійської Вікіпедій — без належного наступного літературного редагування. Зокрема, завдяки нередагованому автоперекладу ім'я іспанського художника Ель Греко трансформувалося в «Ялина Греко», німецько-угорський художник Бенджамін вон Блок став «Бенджаміном геть Блоком», німецький художник Еренштраль — «Ехренстрахлом», польський художник Єжи Сємігіновський — «Джерзі Семігіновським». Амеріго Веспуччі назвали «головним пілотом (штурманом) Іспанії». Найзнаменитіша площа Лондона Трафальгарська (англ. Trafalgar Square) в перекладі стала сквером.